# Nhân thần kinh hạ thiệt
Nhân thần kinh hạ thiệt hay nhân hạ thiệt (tiếng Anh: hypoglossal nucleus) là nhân thần kinh sọ nằm ở hành não. Nhân vận động này nằm gần đường giữa. Ở hành não, nhân hạ thiệt đi qua tam giác hạ thiệt (hypoglossal trigone). Tam giác này nằm ở phía trong so với tam giác lang thang (vagal trigone), ở vị trí hơi lấn vào não thất bốn.
Nhân hạ thiệt nằm giữa nhân vận động lưng của thần kinh lang thang (dorsal nucleus of vagus nerve) và đường giữa của hành não. Các sợi trục (axon) từ nhân hạ thiệt đi phía trước, qua hành não để hình thành thần kinh hạ thiệt thoát ra giữa bó tháp hành não và thể trám trong một rãnh có danh pháp giải phẫu là rãnh trước bên của hành não.

## Hình ảnh bổ sung

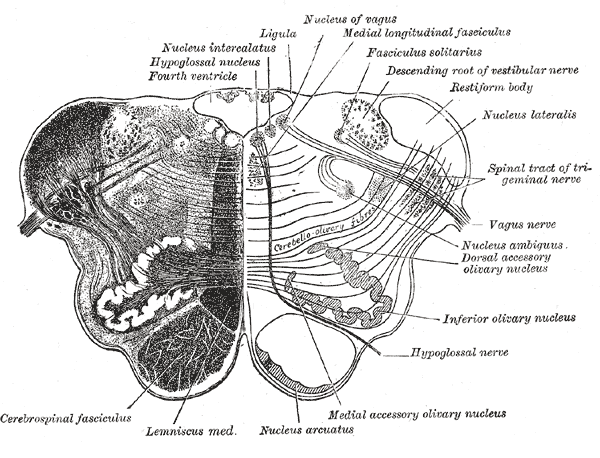
Thiết đồ cắt ngang qua hành não, chỗ dưới của trám hành
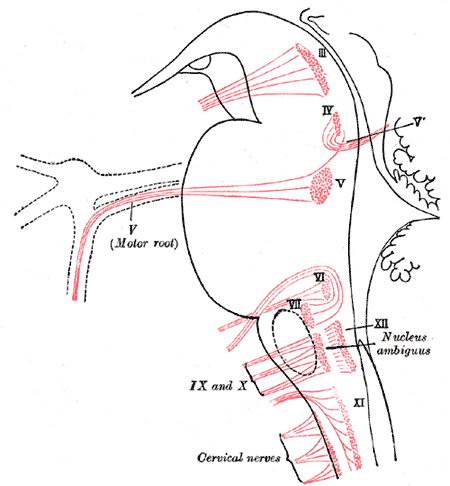
Lược đồ nhân thần kinh vận động
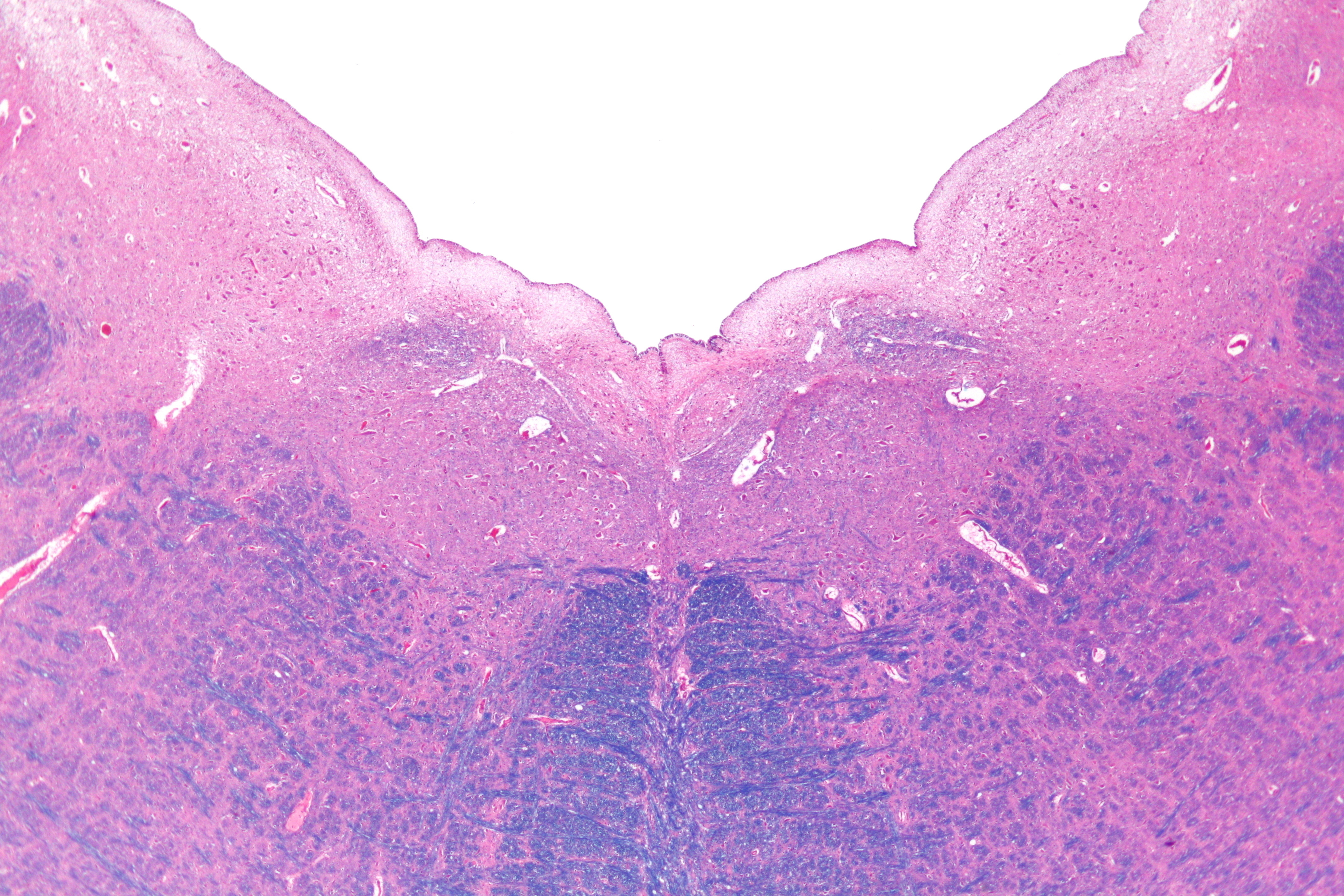
Liên quan giữa nhân hạ thiệt và các cấu trúc giải phẫu xung quanh
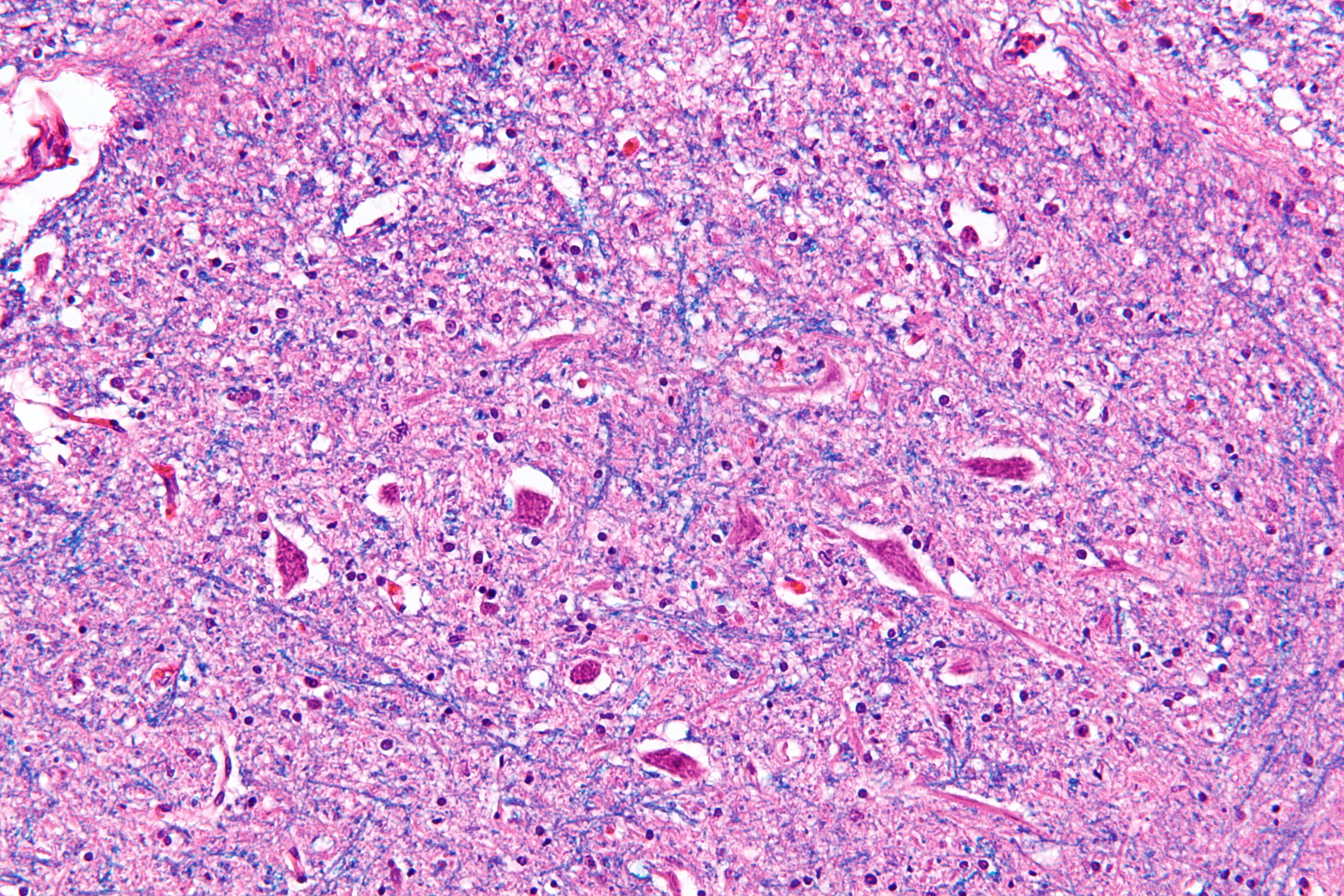
Nhuộm H&E cho thấy nhân thần kinh hạ thiệt